# タナズボーン (オレゴン州)
タナズボーン（英: Tanasbourne）は、アメリカ合衆国オレゴン州ワシントン郡にある地域の一つで、NW185番アベニューと国道26号線が交差する地点に位置する。ビーバートン、ヒルズボロ両市の市境にあり、北側で国道26号線、東側でウォーカー・ロード、東側で158番道路、西側でコーネリアス・パス・ロードに囲まれた地域を指すことが多い。この地域にはショッピングエリアが多数あり、かつては今はなき「タナズボーン・モール」の所在地としても知られた。

## 特徴
「タナズボーン・タウン・センター」、「タナズボーン・ビレッジ」、「ザ・ストリーツ・オブ・タナズボーン」などを擁するショッピングの中心地である。ショッピングセンターの他、タナズボーンには大規模な集合住宅や商工業団地があり、さらには多くの医療施設がある。また、この地域はオレゴンの「シリコン・フォレスト」に属すことから、エプソンのポートランド・オペレーション、ネットフリックスのコールセンター、バンク・オブ・アメリカのローン・プロセシング・センター、オレゴン健康科学大学のウェスト・キャンパスがある。
地域のほとんどはヒルズボロの市内に属しており、ヒルズボロ市の警察署が近隣にある。ヒルズボロはタナズボーンの大部分を1987年に併合した。1976年に地域内に図書館が開館し、1990年にはヒルズボロ市がその図書館の運営を引き継いた後は、2007年まで図書館分館として機能していた。ヒルズボロは現在、タナズボーン地域の大規模な再開発を計画中である。

## タナズボーン・モール
1974年、NW185番アベニューの東側でサンセット・ハイウェイと隣接する街区に、600万米ドル費やしてショッピング・モール「タナズボーン・タウン・センター」の建設工事が始まった。152,000-平方フート (14,100 m2)の面積を持つ2階建てのモールは、スタンダード・インシュランス社により1975年に完成を見た。最初のテナントは、図書館、デイケア、およびプロフェッショナル・オフィスであった。1990年、新しい屋外ショッピングセンターが同モールから道を一つ挟んだ街区でオープンした。この新しいショッピングセンターが開館したことにより、既設の上記モールに入っていた「セーフウェイ」、「ペイレス・ドラッグ」（現「ライト・エイド」）といったアンカー・テナントは、新設されたばかりの新しいショッピングセンターに鞍替えした。この建物は1993年に取り壊され、「ターゲット」などを収める屋外ショッピングセンターが取って代わった。

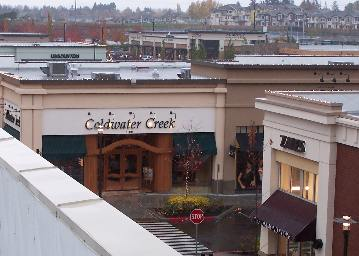
タナズボーンのショッピング複合施設内の道路